# Подшивалов, Игорь Юрьевич
Игорь Юрьевич Подшивалов (2 августа 1962, Ангарск — 8 августа 2006, Шелехов) российский активист анархического движения и сибирского областничества, публицист.

## Биография
Происходил из сибирских казаков. Родился в городе Ангарск, Иркутской области. Учился в школе номер 8. Еще до её окончания от увлечения книгами о пиратах пришел к увлечению анархизмом. Ключевой здесь стала книга Натальи Пирумовой «Бакунин» из серии ЖЗЛ. Окончил филологический факультет Иркутского государственного университета им. А. А. Жданова. В студенческие годы участвовал в издании альманахов «Архивариус» и «Свеча», в которых опубликовал эссе о теоретиках анархизма Бакунине и Кропоткине. 
После окончания университета многие годы не мог работать по специальности, был вынужден перебиваться обычными заработками инакомыслящего — был и дворником, и сторожем. В конце 1980-х участвовал в работе Социалистического клуба, возродил «Свечу». После знакомства с активистами московского клуба «Община» принял участие в создании сначала Всесоюзной Федерации социалистических общественных клубов, затем — Конфедерации анархо-синдикалистов (КАС). Делегат всех съездов и конференций КАС, член Федерального совета (от Сибири), постоянный автор самиздатской периодики — журналов «Община» и «Сибирский Тракт», газеты «Воля», информационного бюллетеня «КАС-Контакт».
В 1989 году участвовал в обороне «дома на улице Фурье» в Иркутске (из дома пытались насильственно выселить жильцов), после возбуждения уголовного дела против участников обороны — принимал участие в голодовке протеста в сквере им. Кирова. Летом 1990 организовал и провел Байкальскую конференцию сибирских групп КАС. Весной 1991 был одним из организаторов сбора денег и продуктов для забастовочных комитетов Кузбасса. В августе 1991 находился на баррикадах у Белого дома. В середине 1990-х — участник лагерей протеста против АЭС в Темелине (Чехия), Кольской и Ростовской АЭС (Россия). В начале 2000-х входил в оргкомитет общественной организации Областнические Альтернативы Сибири.
Работал в газетах «Советская молодежь», «Усольские новости и мировые репортажи», «Александровский Централ», «Вся неделя. Ангарск», «Подробности», был постоянным автором в газете «Версия» (Иркутск). Автор книги очерков о сибирском бандитизме (издана посмертно в 2015). 4 августа 2006 сбит автомашиной, 8 августа умер, не приходя в сознание.

## Публикации
- Иркутские прогулки с музой истории: Впечатление о книге Виталия Диксона. (недоступная ссылка) [О романе «Пятый туз»] // «Советская молодёжь»: газета. — Иркутск: 1995. — 4 марта
- Статьи, опубликованные на «Сайте иркутских анархистов»:
  - История Иркутской организации КАС.. — 1999, август.
  - Террор и терроризм — «две большие разницы».
  - Патриарх свободной Сибири.
  - Чикагские мученики.
- Статьи, опубликованные в «СМ Номер один» в 2004—2006 гг. Избранное:
  - Диктатор Монголии. // СМ Номер один : газета. — Иркутск, 2004. — № 14 от 8 апреля. Архивировано 12 августа 2007 года.
  - В поисках Беловодья. (недоступная ссылка — история) // СМ Номер один : газета. — Иркутск, 2004. — № 17 от 28 апреля.
  - За нашу и вашу свободу! // СМ Номер один : газета. — Иркутск, 2004. — № 22 от 3 июня. Архивировано из оригинала 1 апреля 2008 года.
  - Плоды просвещения. (недоступная ссылка — история) // СМ Номер один : газета. — Иркутск, 2004. — № 32 от 12 августа.
  - По волнам славного моря. // СМ Номер один : газета. — Иркутск, 2004. — № 35 от 2 сентября. Архивировано 7 апреля 2008 года.
  - Подвиги кровавого адмирала. // СМ Номер один : газета. — Иркутск, 2004. — № 42 от 21 октября. Архивировано 14 апреля 2013 года.
  - Одиссея Джорджа Кеннана. // СМ Номер один : газета. — Иркутск, 2004. — № 45 от 11 ноября. Архивировано 23 мая 2010 года.
  - Неуловимый бандит Костя. (недоступная ссылка — история) // СМ Номер один : газета. — Иркутск, 2005. — № 19 от 19 мая.
  - Заларинская любовь маршала Рокоссовского. // СМ Номер один : газета. — Иркутск, 2005. — № 24 от 23 июня. Архивировано 3 июля 2011 года.
- Нацболы: бунт ради бунта. // "Подробности" : газета. — Ангарск, 2006. — № 19 (242), 11 мая.
- Книга: 
  - Подшивалов, Игорь. Анархия в Сибири [сб. статей]. — М.: Common place, 2015. — 302 с. — ISBN 978-99970-0114-6.

## Статьи о Подшивалове И. Ю
- Погиб Игорь Подшивалов. // СМ Номер один : газета. — 2006. — № 31. Архивировано 3 октября 2006 года.
- Василий Громов. Памяти товарища. Умер известный диссидент, политик и журналист Игорь Подшивалов // Бабр.ру : сайт. — Иркутск, 2006.
- Михаил Кулехов. Глухая пропасть тишины… // Байкальские вести: газета. — Иркутск: 2006. — 15 августа.
- А. Матвеева. Дон Кихот Иркутский // Байкальские вести: газета. — Иркутск: 2007. — 7 августа.
- Олег Шастун. Честь имею: Игорь Подшивалов // Байкальские вести: газета. — Иркутск: 2007. — 7 августа.
- Олег Шастун. Человек с беспокойным сердцем (недоступная ссылка — история) // «Байкальские вести» : газета. — Иркутск, 2011. — № 49 (580), 8—14 августа.
- Ярослав Леонтьев. Анархист из Сибири